# Næstved Station
Næstved Station er en jernbanestation i Næstved.
Tegnet 1870 af arkitekt Charles Julius Sophus Abrahams. Stationen har gennemgået ombygninger i 1891-1892, 1921 og 1940-1943, under ledelse af  arkitekterne  Sigurd Christensen og K.T. Seest. 
Stationen blev etableret i forbindelse med anlæg af Sydbanen Roskilde-Køge-Næstved-Vordingborg-Masnedsund i 1870. Slagelse-Næstved banen, der havde en sidebane til Skælskør, kom til i 1892. I den forbindelse blev der anlagt et militært forbindelsesspor, hvor tog kunne køre direkte mellem Køgebanen og Slagelsebanen uden at rebroussere på Næstved station.
I 1900 blev Præstø-Næstved Banen ført ind på stationen fra syd. Den blev i 1913 forlænget til Mern.
I 1924 blev den dobbeltsporede jernbane fra Ringsted til Næstved åbnet som første del af den Sjællandske Midtbane. Den blev forlænget til Hvalsø i 1925 og til Frederikssund i 1928, men strækningen nord for Ringsted blev nedlagt allerede i 1936. Næstved-Ringsted blev nu en del af Sydbanen, mens Roskilde-Køge-Næstved-banen fortsatte som en enkeltsporet sidebane, der af DSB bliver kaldt "Lille Syd".

## Skrinlagt bane til Karrebæksminde
Da man planlagde Slagelse-Næstved-banen, blev der også foreslået en linjeføring Korsør-Skælskør-Karrebæksminde-Næstved, men militæret mente, at den blev for sårbar overfor angreb fra søsiden. Ideen om en bane fra Næstved til dens havneby Karrebæksminde levede dog videre og var med i de to store jernbanelove fra 1894 og 1908.

## Kanal og havnebane
Løsningen på Næstveds søtransport blev en anden: i 1938 fik byen sin egen havn med en 6 meter dyb gravet rende gennem den lavvandede Karrebæk Fjord til Karrebæksminde. Maglemølle Papirfabrik, der havde ligget ved Susåen, hvor kommunekontoret nu ligger, flyttede ned til havnen, og der blev anlagt en havnebane fra Næstved Station.

## Nedlæggelser
Det militære forbindelsesspor var i vejen, da banen til Ringsted blev anlagt. Først klarede man sig med en interimistisk krydsning i niveau, men i 1925 blev sporet nedlagt. Gadenavnet Militærvej minder stadig om, hvor det gik.
Præstøbanen blev nedlagt i 1961.

### Slagelse-Næstved banen
Trafikken mellem Næstved og Sandved ophørte i 1971, mens godstrafikken fortsatte ad Skælskørbanen til 1975 og mellem Slagelse og Sandved til 1986. I 1982 var sporet stadig intakt, så Slagelse-Næstved banens 90 års jubilæum kunne fejres med damptogskørsel på hele strækningen. I 2007 besluttede Banedanmark at nedlægge og afhænde banestrækningen. 15. november 2011 kunne man indvie vandre- og cykelstien Fodsporet, der nord for Herlufsholm Alle forløber på banetracéet og stort set følger det helt til Slagelse og Skælskør. Jernbanebroen over Suså er renoveret for 1,5 mill.kr. – dens stålkonstruktion er sandblæst og malet, så levetiden skulle være forlænget med 50 år.

### Næstved Havnebane
Havnebanen og havnesporene langs Farimagsvej, Rådmandshaven, Havnegade, Fabriksvej og rundt om den nedlagte papirfabrik til Vestre Kaj blev nedlagt i 2011, selvom man i 2008 havde bekostet et nyt sporskifte til den.
- Havnebanen grener fra på Næstved Station og passerer rutebilstationen
- Havnebanen i eget tracé på Farimagsvej, forude ligger den under græs
- En gren svinger th. ad Fabriksvej, en anden går ligeud langs Havnegade
- Kig tilbage ad Havnegade, hvor skinnerne dukker op i overskæringerne

- Wikimedia Commons har flere filer relateret til Næstved Havnebane

## Ulykken i 1993
Et regionaltog stødte i 1993 sammen med et afsporet rangertræk en halv kilometer syd for selve stationen. En passager i regionaltoget og en DSB-rangerleder blev dræbt; regionaltogets lokomotivfører og 8 passagerer blev lettere kvæstet.

## Antal rejsende
Ifølge Østtællingen 2008 var udviklingen i antallet af dagligt afrejsende:
| År   | Antal |
| ---- | ----- |
| 2003 | 3.339 |
| 2004 | 3.827 |
| 2005 | 3.502 |
| 2006 | 3.651 |
| 2007 | 3.465 |
| 2008 | 3.900 |

## Galleri
- Næstved Station i åbningsåret 1870
- Gammel drejeskive, remise og vandtårn
- Spor og perroner
- Næstved Station set fra gangbroen
- Næstved Stations gangbro